# Барон Вулвертон

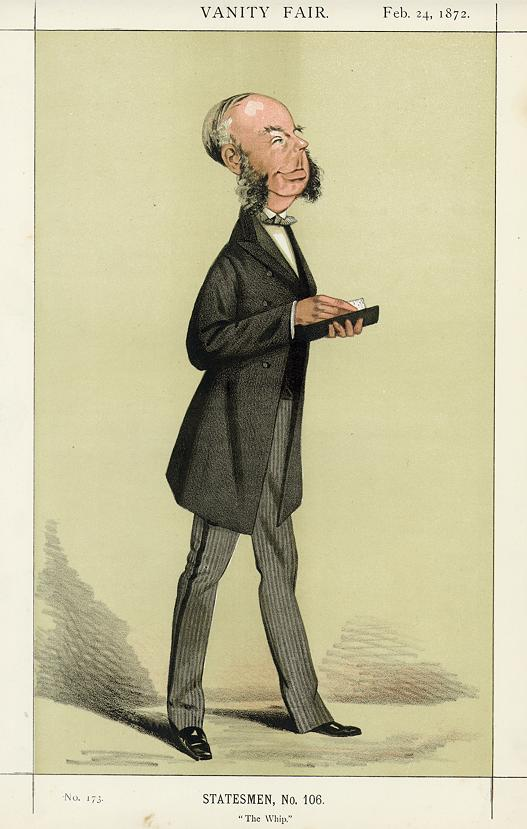
Джордж Гренфелл Глин, 2-й барон Вулвертон, журнал Vanity Fair, 24 февраля 1872 года

Барон Вулвертон из Вулвертона в графстве Бакингемшир — наследственный титул в системе Пэрства Соединенного Королевства.

## История титула
Был создан 14 декабря 1869 года для британского банкира Джорджа Глина (1797—1873). Он был четвертым сыном сэра Ричарда Карра Глина (1755—1838), 1-го баронета из Хауса Гонта, лорда-мэра Лондона в 1798 году, и внуком сын сэра Ричарда Глина, 1-го баронета из Юэлла (1711—1773), лорда-мэра Лондона в 1758 году. В 1847—1868 годах Джордж Глин заседал в Палате общин Великобритании от Кендала. Лорду Вулвертону в 1873 году наследовал старший из его девяти сыновей, Джордж Гренфелл Глин (1824—1887), ставший 2-м бароном Вулвертоном. Он был либеральным политиком, заседал в Палате общин от Шафтсбери (1857—1873), занимал посты парламентского секретаря казначейства (1868—1873), генерального казначея (1880—1885) и генерального почтмейстера (1886) в правительстве Уильяма Гладстона. Он был бездетен, его преемником стал его племянник — Генри Ричард Глин (1861—1888), 3-й барон Вулвертон. Он был старшим сыном вице-адмирала достопочтенного Генри Карра Глина, четвёртого сына 1-го барона. Он умер бездетным на следующий год в возрасте 26 лет, ему наследовал его младший брат — Фредерик Глин (1864—1932), 4-й барон Вулвертон. Он занимал должность вице-камергера двора в консервативной администрации Артура Бальфура (1902—1905). После смерти в 1988 году его второго сына, Найджела Реджинальда Виктора Глина (1904—1986), 5-го барона Вулвертона, эта линия семьи прервалась. Баронский титул унаследовал троюродный брат покойного барона — Джон Патрик Риверсдейл Глин (1913—1988), 6-й барон Вулвертон. Он был внуком достопочтенного Паско Глина, шестого сына 1-го барона. 
По состоянию на 2024 год носителем титула являлся его внук — Майлс Джон Глин (род. 1966), 8-й барон Вулвертон, — который наследовал своему дяде в 2011 году.

## Другие известные члены семьи Глин
- Достопочтенный Паско Чарльз Глин[англ.] (1833—1904), сын первого барона, депутат Палаты общин от Восточного Дорсета (1885—1886)[1];
- Капитан достопочтенный Сидней Глин[англ.] (1835—1916), младший сын первого барона, депутат парламента от Шафтсбери (1880—1885)[2];
- Его преосвященство достопочтенный Эдвард Карр Глин[англ.] (1843—1928), младший сын первого барона, епископ Питерборо[англ.] (1897—1916)[3];
- Майор Ральф Глин, 1-й барон Глин[англ.] (1884—1960), сын предыдущего. Депутат Палаты общин от Клакмананна и Восточного Стерлингшира (1918—1922) и Абингдона (1924—1953). В 1953 году получил титул барона Глина из Фарнборо в графстве Беркшир[4];
- Достопочтенный Генри Карр Глин (1829—1884), младший сын первого барона, вице-адмирал королевского флота[5].

## Бароны Вулвертон (1869)
- 1869—1873: Джордж Карр Глин, 1-й барон Вулвертон[англ.] (27 марта 1797 — 24 июля 1873), четвертый сын сэра Ричарда Карра Глина, 1-го баронета из Хауса Гонта (1755—1838)[6];
- 1873—1887: Джордж Гренфелл Глин, 2-й барон Вулвертон[англ.] (10 февраля 1824 — 6 ноября 1887), старший сын предыдущего[7];
- 1887—1888: Генри Ричард Глин, 3-й барон Вулвертон (18 июля 1861 — 2 июля 1888), старший сын вице-адмирала достопочтенного Генри Карра Глина (1829—1884), внук 1-го барона Вулвертона[8];
- 1888—1932: Фредерик Глин, 4-й барон Вулвертон[англ.] (24 сентября 1864 — 3 октября 1932), младший брат предыдущего[9];
  - Достопочтенный Джордж Эдвард Карр Глин Дадли (18 августа 1896 — 30 июля 1930), старший сын предыдущего[10];
- 1932—1986: Найджел Реджинальд Виктор Глин, 5-й барон Вулвертон (23 июня 1904 — 18 августа 1986), младший брат предыдущего[11];
- 1986—1988: Джон Патрик Риверсдейл Глин, 6-й барон Вулвертон (17 апреля 1913 — 4 июля 1988), младший сын Мориса Джорджа Карра Глина (1872—1920), внук достопочтенного Пако Чарльза Глина (1833—1904), правнук 1-го барона Вулвертона[12];
- 1988—2011: Кристофер Ричард Глин, 7-й барон Вулвертон (5 октября 1938 — 24 января 2011), старший сын предыдущего[13];
- 2011 — настоящее время: Майлз Джон Глин, 8-й барон Вулвертон (род. 6 июня 1966), единственный сын достопочтенного Эндрю Джона Глина (1943—2007) от первого брака, племянник предыдущего[14]
  - Наследник титула: достопочтенный Джонатан Карлин Глин (род. 1990), сводный брат предыдущего.